# Кальс, Адольф-Феликс
Адольф-Феликс Кальс (фр. Adolphe-Félix Cals; 17 октября, 1810, Париж — 3 октября, 1880, Онфлёр) — французский художник и гравёр середины XIX века, близкий по своей художественной манере, работе на пленэре и кругу общения к импрессионистам.

## Биография и творчество
Родился в Париже в семье чернорабочих. Ещё в детстве проявил интерес к рисованию; кроме того, имел слабое здоровье и часто болел. В связи с этим родители позаботились, чтобы их сын не занимался тяжёлым физическим трудом и устроили его на учёбу к гравёру, мастерская которого находилась неподалеку от их дома. Его первым наставником был Жан-Луи Анселен (фр. Jean-Louis Anselin), сосед и друг семьи. В 1823 году Анселен неожиданно умер и Колье вынужден был переходить от мастерской одного гравёра к другой, пока в 1828 году не устроился в мастерскую Леона Конье в парижской Школе изящных искусств, который являлся представителем неоклассицизма и романтизма, с довольно консервативными взглядами на искусство.
Конье начал ориентировать Кальса на популярную и модную в Париже стилистику исторической живописи, но встретил сопротивление своего ученика, который постепенно отходил от господствующего в то время неоклассицизма в живописи и его эпигонов в сторону более индивидуальной художественной манеры. Конье предупредил упрямого молодого человека, что он может навредить своей художественной карьере, если не будет соблюдать преобладающих в Париже предпочтений и стандартов в живописи. Так и произошло, первоначально начинающий художник не имел финансового успеха и признания.
В мастерской Конье он познакомился со своей женой, серию рисунков и портретов которой он выполнил. Однако их счастье было недолгим, так как вскоре она заболела психическим расстройством, фактически предоставив Кальсу самостоятельно заботиться об их дочери Мари, также унаследовавшей болезнь матери.
Живописец часто работал на пленэре в предместьях Парижа, изображая природу, а также жанровые сцены, быт и жилища простых людей, за что его сравнивают с Шарденом. С 1835 по 1848 годы регулярно выставлялся в Парижском салоне, но его работы мало привлекали внимание.
Видимо, первый успех Кальса стоит отнести к выставке 1846 года, когда его произведения обратили на себя некоторое внимание: хотя он и не получил тогда официальных наград, но в его адрес прозвучал ряд положительных отзывов. Уже в этот период он применял более свободную художественную технику и мелкие мазки, что позже было расценено как проявление предимпрессионизма. Кальс становится сторонником зарождающейся художественной манеры, которая всё дальше отходила от жёсткого регламентированного традиционного рисунка и эмалевой, «лакированной» и сглаженной манеры академистов, с их приверженностью к стандартизированным историческим сюжетам и образам.
В 1863 году Кальс подал свои произведения в «Салон отверженных», где также выставили свои произведения приверженцы новой художественной эстетики — Камиль Писсарро, Эдгар Дега, Клод Моне, чьи полотна отверг официальный Салон. В этот период произведения Кальса заметил продавец картинами (маршан) Пьер-Фермен Мартен (фр. Pierre–Firmin Martin), который в художественных кругах был широко известен как «папаша Мартен» и сотрудничал с Камилем Коро и Жаном-Франсуа Милле. Знакомство с Мартеном ознаменовало для художника начало нового, успешного и благополучного периода жизни. Кальс обратился к созданию пейзажей, по манере исполнения близких к художественным опытам Йонгкинда, чьё влияние, как и Камиля Коро, он испытал. Также он знакомится с известным коллекционером и меценатом Арманом Дориа (фр. Armand Doria), который стал поклонником и пропагандистом его творчества, начав ему покровительствовать, оказывая материальную поддержку и принимая участие в его судьбе. Граф Дориа приглашает его пожить в свой замок Орруй (фр. Château d’Orrouy), расположенный в департаменте Уаза. В этот период Кальс приобретает некоторую известность, его картины начинают ценить и покупать.

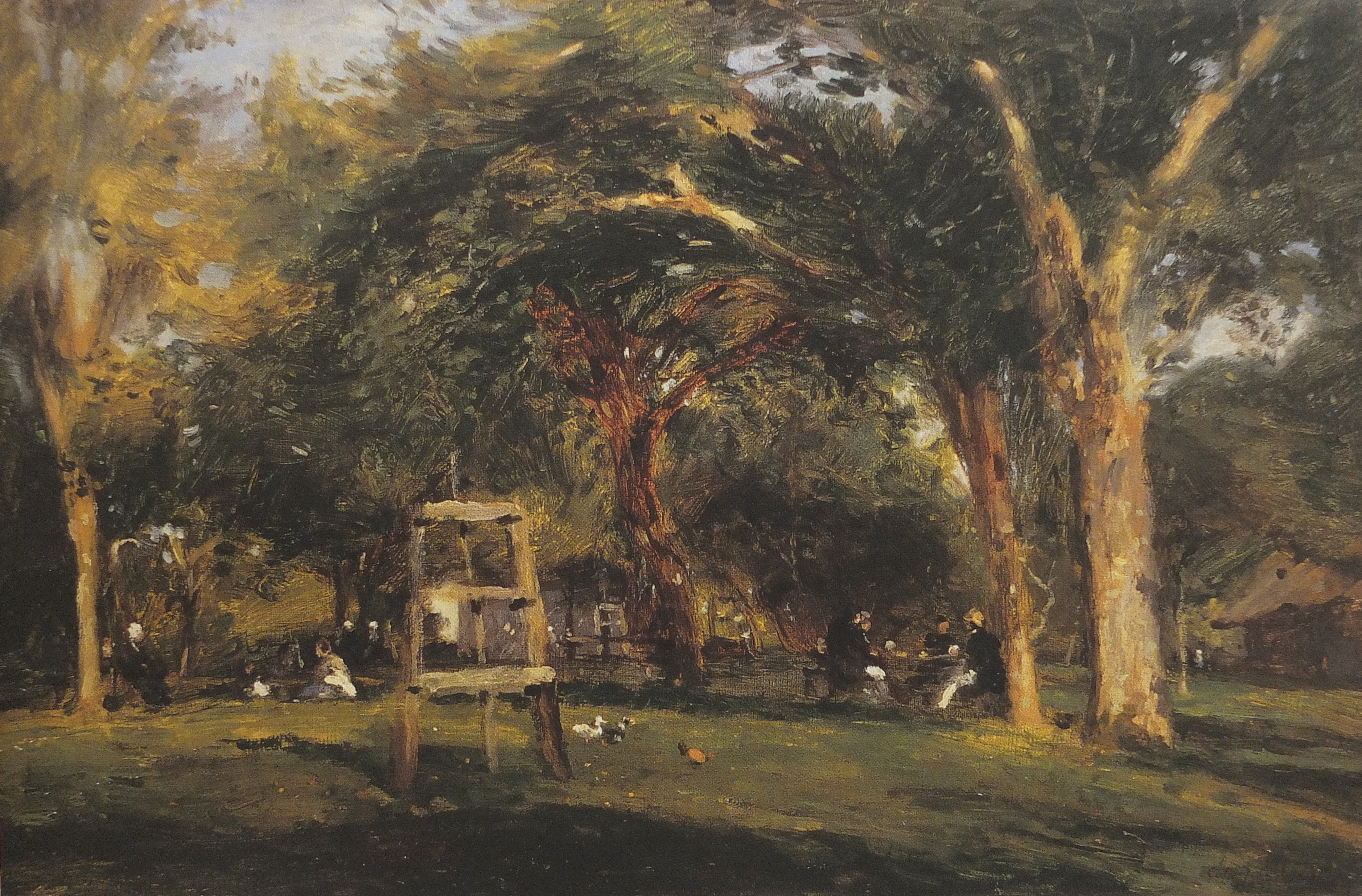
Адольф-Феликс Кальс. Сен-Симеон, 1876

В 1871 году состояние его жены значительно улучшилось, но умирает его дочь, после чего художник в 1873 году окончательно перебирается в Онфлёр на побережье Нормандии, к своим друзьям художникам, облюбовавшим эти места. Одним из первых эти живописные места выбрал для работы на пленэре Эжен Буден, сумевший заинтересовать других художников, а также ферму Сен-Симеон (фр. ferme Saint-Siméon), преобразованную в своеобразную сельскую гостиницу для художников, которую держала известная среди них «матушка Тутен». Эту ферму, расположенную на устьем Сены, а также и окрестности Онфлёра даже прозвали «нормандским Барбизоном». Французские искусствоведы склонны расценивать Онфлёр этого периода как важный художественный центр, называя его «колыбелью импрессионизма», «школой Сен-Симеона» или «Онфлёрской школой». В это время Кальс много общается с Эрвье Виньоном, Буденом, Йонкиндом.
В 1874 году, при содействии Клода Моне, Кальс стал участником первой выставки импрессионистов, которая проходила в бывшем фотоателье Надара. Позже он принимал участие и в других их групповых выставках, а сами импрессионисты приняли его в свой круг, несмотря на то, что он был их старше. Его излюбленными сюжетами (особенно в более ранние годы) были довольно унылые пейзажи, выполненные в контрастных тонах, и жанровые сцены, представляющие жизнь бедняков, рабочих, моряков и рыбацких общин. Заключительные годы жизни художника ознаменованы уже более непринуждённой и энергичной живописной манерой. В целом принято рассматривать его творчество как проявление художественного метода, предшествующего импрессионизму.
По мнению искусствоведов Мориса Серюлля (фр. Maurice Sérullaz) и Арлетт Серюлля (фр. Arlette Sérullaz):
Пейзажи Кальса, всегда стремившегося к передаче мимолётного впечатления, предвосхитили пейзажи Йонкинда и Будена. Художник свободно обращается с материалом, кладя резкие, летящие мазки и передавая вибрации света. Кисти его также принадлежат натюрморты и глубоко достоверные полотна, запечатлевшие быт крестьян и рыбаков. Подлинный шедевр Кальса — картина, изображающая обнаженную модель и выполненная посредством техники, поражающей своей современностью.
Адольф-Феликс Кальс умер в 1880 году и был похоронен в Онфлёре на 69-м году жизни.

## Избранные произведения
- «Автопортрет», 1851
- «Святой Франциск Ассизский»
- «Натюрморт с керамикой и скульптурой»
- «Стол бедной семьи» («Натюрморт с посудой и хлебом»), 1860
- «Заброшенный барак на Монмартре»
- «Два приятеля вечером», 1864
- «Онфлёр. Двор фермера», 1865
- «Побережье реки зимой»
- «Онфлёр. Загородный дом»
- «Натюрморт с цветами и яблоками», 1873
- «Онфлёр. Побережье», 1874
- «Онфлёр. Обеденная пора», 1875
- «Онфлёр. Закат», 1875
- «Большая ферма в Сен-Симеоне», 1876
- «Воскресный день в Сен-Симеоне», 1876
- «Моряки в Сен-Симеоне», 1877

## Галерея

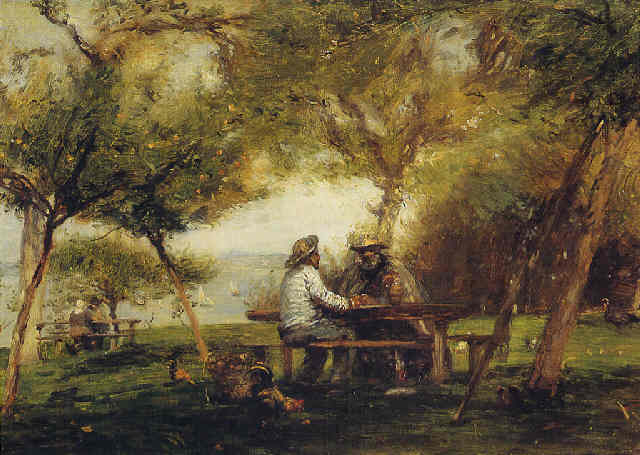
Моряки в Сен-Симеоне, 1877

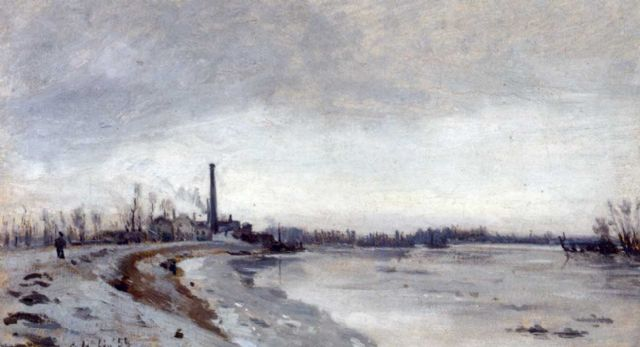
Берег реки зимой, 1855
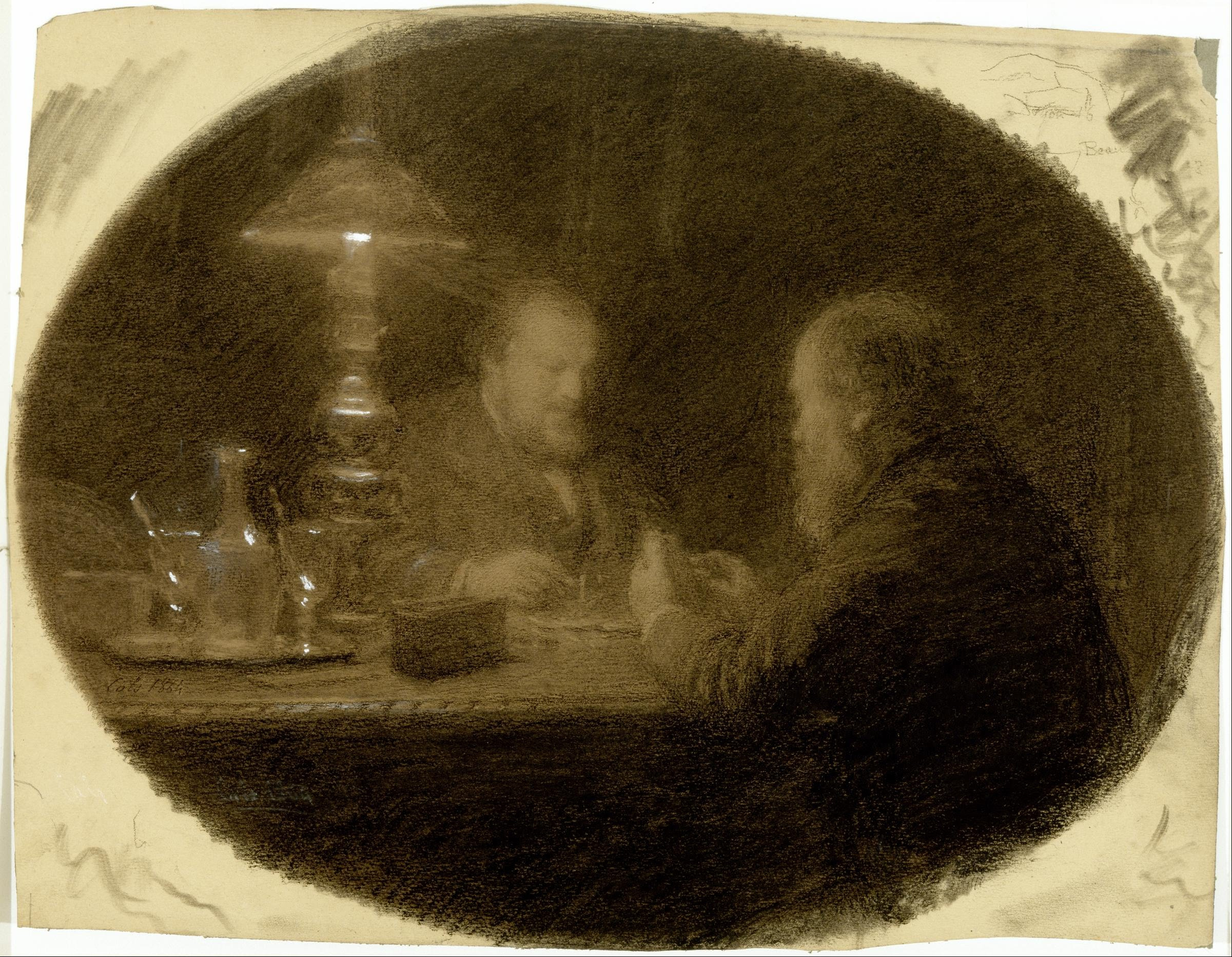
Два друга за столом, 1864
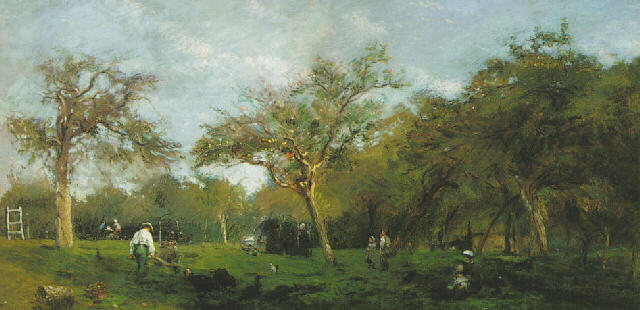
Воскресный день в Сен-Симеоне, 1876